# The 20/20 Experience
The 20/20 Experience는 미국의 가수 저스틴 팀버레이크의 세 번째 스튜디오 음반이다. 2013년 3월 15일에 발매되었으며 첫주 90여만장의 판매량을 자랑하며 1위를 차지하였다.